# Королёво (Витебский район)
Королёво (бел. Каралёва) — деревня в Витебском районе Витебской области Республики Беларусь. В составе Мазоловского сельсовета.

## География
Деревня находится в 5,7 км к северу от Витебска.
0,5 км северо-западнее Королёво протекает река Лужеснянка. 2,5 км юго-восточнее деревни находится Западная Двина.
1 км восточнее деревни ОАО «Витебская бройлерная птицефабрика».

## История
В 1785 году деревня Королева входила в состав имения «Псарцы» (всего дворов 17, по ревизии мужеска пола душ 87, женщин 76. Всего земли 815 десятин) витебского купца Александра Константинова сына Жилки.
В деревне было 5 дворов, 42 жителя.
В 1906 году в деревне Королёво на реке Лужеснянке Мазоловского сельского общества Верховской волости было 18 дворов, 46 мужчин, 57 женщин. 121 дес. удобной земли, 2 дес. неудобной.
На 2 версты ближе к Верховью было имение Королёво на безымянном озере. Оно принадлежало Обществу крестьян Тетеринского дом. товарищества. (крестьяне православные). 113 дес. удобной земли, 12 дес. неудобной, 25 дес. под лесом. 12 дворов, 57 мужчин, 37 женщин.
После присоединения к БССР, с 20 августа 1924 года в Боровлянском сельсовете Северо-Витебского района Витебского округа, с 26 марта 1927 года в образованном Витебском районе.
В 1936 году в деревне 25 дворов, 134 жителя.
В 1931 году вступили в колхоз «Рассвет». Имелись молочно-товарная, свиноводческая, животноводческие фермы; полевые бригады, кузница. Колхоз обслуживала Витебская МТС.
В 1936 году в Королёво расселены деревни Хрипатино, Цыганово, Шарки, Шестинки, в 1939 году — деревни Медведки, Молохово, Новый Ерусалим.
В 1941 году было 28 домов и 69 жителей.
Во время карательной операции в июне 1942 года деревня была полностью сожжена. На фронте погибло 23 человека, в партизанах 7 человек.
22 декабря 1960 года территория Боровлянского сельсовета вошла в состав новообразованного Мазоловского сельсовета.
В 2003 году 8 домовладений, 11 жителей.
По переписи 2009 года проживало 8 человек.
На 2014 год 4 домохозяйства, 6 жителей. 4 человека трудоспособного возраста, старше трудоспособного возраста 2 человека.
На 2018 год в Королёво 6 домохозяйств, 7 жителей.

## Население
- 1936 год — 25 дворов, 134 жителя
- 1941 год — 28 домов, 69 жителей
- 2003 год — 8 домовладений, 11 жителей
- 2009 год — 8 жителей (перепись населения)
- 2014 год — 4 домохозяйства, 6 жителей
- 2018 год — 6 домохозяйств, 7 жителей

## Известные лица
- Рамченко, Геннадий Евгеньевич (род. 1937) — Герой Социалистического Труда.